# جامعة زيجيد
جامعة زيجيد (بالمجرية:Szegedi Tudományegyetem) (بالإنجليزية:University of Szeged) (اختصار:SZTE) (شعار الجامعة: الحقيقة - الشجاعة - الحرية، وأيضاً: حيث تلتقي المعرفة والتحدي) هي جامعة بحثية كبيرة وعريقة تأسست عام 1581م في هنغاريا وتعمل حتى اليوم. وهي تقع في مدينة سيجد، ثالث أكبر المدن في هنغاريا، في مقاطعة تشونغراد في السهل الجنوبي العظيم. تعد الجامعة واحدة من أهم الجامعات في هنغاريا وأوروبا وهي من بين أبرز مؤسسات التعليم العالي في أوروبا الوسطى كانت تسمى سابقاً جامعة أتيلا جوزيف تكريماً للشاعر الهنغاري الكبير حتى عام 1999. وفقًا للتصنيف الأكاديمي للجامعات العالمية من جامعة شنغهاي جياو تونج (2003 - 2004 -2005)، فقد تم تصنيفها من المرتبة 203 إلى 300 في القائمة الكاملة (بالتعادل)، من 80 إلى 123 في الترتيب العلمي للجامعات الأوروبية، وأولًا في الترتيب الوطني المجري. في عام 2013، تم تصنيفها من 401 إلى 500 في العالم، من 124 إلى 168 في الترتيب العلمي للجامعات الأوروبية، والثانية في التصنيف الوطني. في عام 2014، وضع تصنيف جامعة QS World University جامعة Szeged على أنها 501-550 بين الجامعات على مستوى العالم. بلغت الميزانية التشغيلية للجامعة لعام 2014 ما قيمته 220 مليون دولار أمريكي، يدرس في الجامعة حالياً نحو 30,526 طالب وبما فيها الطلاب الأجانب من مختلف الجنسيات.

## تاريخ

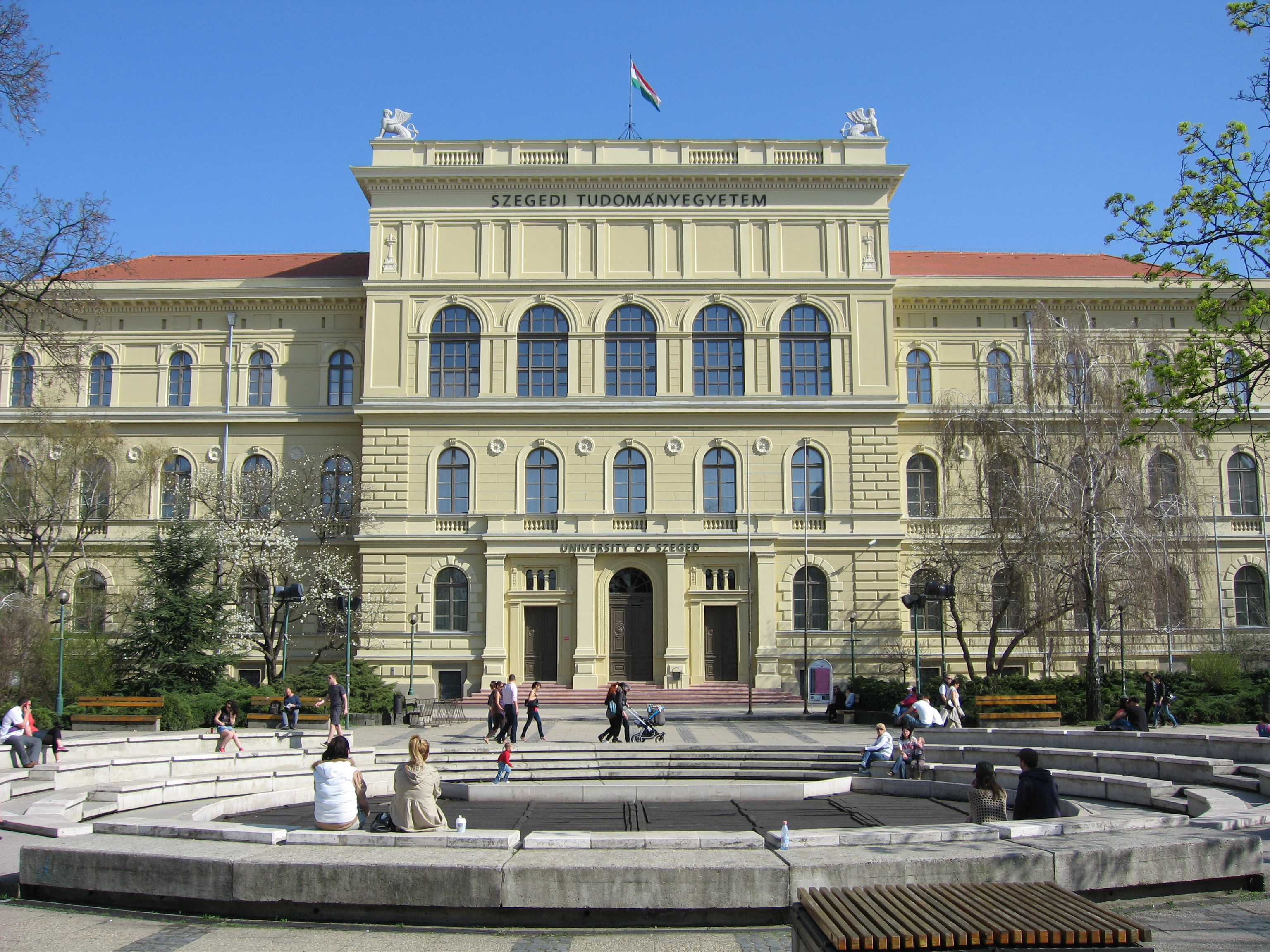
المبنى الرئيسي للجامعة

عند الفيضان العظيم عام 1879، قام مواطنو سيغيد بعدة محاولات لإنشاء مؤسسة للتعليم العالي في زيجيد. هذه الجهود لم تؤتي ثمارها حتى عام 1921، عندما تم نقل جامعة كولزسفار إلى زيجيد. وقد نتج عن هذه الحركة إبرام الحرب العالمية الأولى، عندما تنازلت معاهدة سلام تريانون عن مقاطعة ترانسيلفانيا إلى رومانيا.
بدأ التدريس في الجامعة في 10 أكتوبر 1921. بذلت المدينة جهودًا كبيرة لضمان توفير الظروف المناسبة للجامعة الجديدة. المباني الجديدة التي شُيدت على ضفاف نهر زيزيد في نهر تيسا بين عامي 1924 - 1930 كانت تضم أولاً جميع العيادات ومعاهد كلية الطب. أعطيت المباني الجذابة الأخرى المحيطة الكاتدرائية الجديدة لكلية العلوم وكلية اللاهوت الكاثوليكي. تم إيواء كليات الحقوق والفنون في المباني القديمة، التي كانت تستخدم في الأصل لأغراض أخرى.
عمل العديد من الأساتذة البارزين في الجامعة في فترة ما بين الحرب، بما في ذلك ألبرت ناجيرابولت، الحائز على جائزة نوبل، كان له الفضل في اكتشاف فيتامين سي (C) ومكونات حمض الستريك وتفاعلاته، واستخلاصه من البابريكا. كانت المنشورات تحت العنوان الجماعي لـ "Acta Universitatis Szegediensis"، المحررة في كليات ومعاهد مختلفة، قد اكتسبت شهرة في الجامعة في ذلك الوقت؛ ساعدت جمعية أصدقاء الجامعة في نشرها. أعطيت كلية الطب (المدرجة الآن في جامعة سيغيد) اسم Szent-Györgyi تكريماً للطبيب الهنغاري ألبرت ناجيرابولت.
في عام 1940، خلال الحرب العالمية الثانية، انتقلت جامعة جوزف فيرينك إلى كولوزسفار، بينما تم إنشاء جامعة جديدة في زيجيد بشكل قانوني، وذلك باستخدام الموظفين السابقين واستخدام نفس المباني. كان للقوانين الفاشية الصادرة خلال الحرب تأثير معاكس للغاية على الموظفين والإدارة المالية للجامعة. كانت المؤسسة في وضع خطير للغاية عندما دخلت القوات السوفيتية سيغيد في 11 أكتوبر 1944.
بعد الحرب العالمية الثانية، كانت جامعة زيجيد أول جامعة في المجر تبدأ عملها من جديد. بدأ التدريس في وقت مبكر من 3 نوفمبر 1945. في تلك السنوات، تميز المتقاعد Frigyes Riesz ، وهو عالم رياضيات بارز، وموظفيه في خلق ظروف موثوقة لعمل التعليم العالي.
في عام 1951، تم فصل كلية الطب عن الجامعة وتم تأسيسها كمؤسسة مستقلة. في عام 1962، حملت جامعة سيغيد اسم الشاعر الهنغاري العظيم أتيلا جوزيف، الذي كان طالباً هنا في العشرينات من القرن العشرين حتى عام 1999 كانت تسمى باسم جامعة اتيلا جوزيف حتى تحول اسمها إلى جامعة زيجيد. خلال فترة ما بعد الحرب شهدت الجامعة تطورا هائلا. منذ فصل كلية الطب، نمت إدارات الكليات المتبقية من 36 إلى 82 بحلول عام 1990. عدد الطلاب هو أكبر بخمسة أضعاف من هؤلاء الذين بلغوا الـ 774 في عام 1945-1946. نسبة مماثلة تنطبق على موظفي الأستاذية التعليمية. يبلغ عدد أعضاء هيئة التدريس في الجامعة الآن 530 دكتور/ة ومدرس/ة. تلعب SZTE دورًا هامًا في الحياة الأكاديمية المجرية، كما أن الجامعة ليست فقط ذات سمعة جيدة فحسب، بل تتأهل بصفة عامة كجامعة بحث وفي العديد من المجالات تفخر بأنها مهمة مركز البحوث الدولية أيضا. تسعة من أساتذتهم هم أعضاء في أكاديمية العلوم المجرية.
كما نما عدد مباني الجامعة والمنطقة التي تغطيها بشكل كبير. وكما أشير، فإن جامعة زيجيد لم يكن لديها أبداً حرم جامعي موحد، وكانت مبانها متفرقة في منطقة وسط المدينة. مع نمو الجامعة، بدأت مبانيها بتمييز مناطق أكثر وأكثر في سيغيد. من بين المؤسسات الجديدة والحديثة «مبنى السلام» الذي افتتح عام 1952، والذي تم بناؤه كإضافة منسجمة للمباني القرميدية الحمراء من كلية العلوم.

## كليات الجامعة
- كلية الطب
- كلية طب الأسنان
- كلية الصيدلة
- كلية الحقوق
- كلية الاقتصاد وادارة الاعمال
- كلية الهندسة

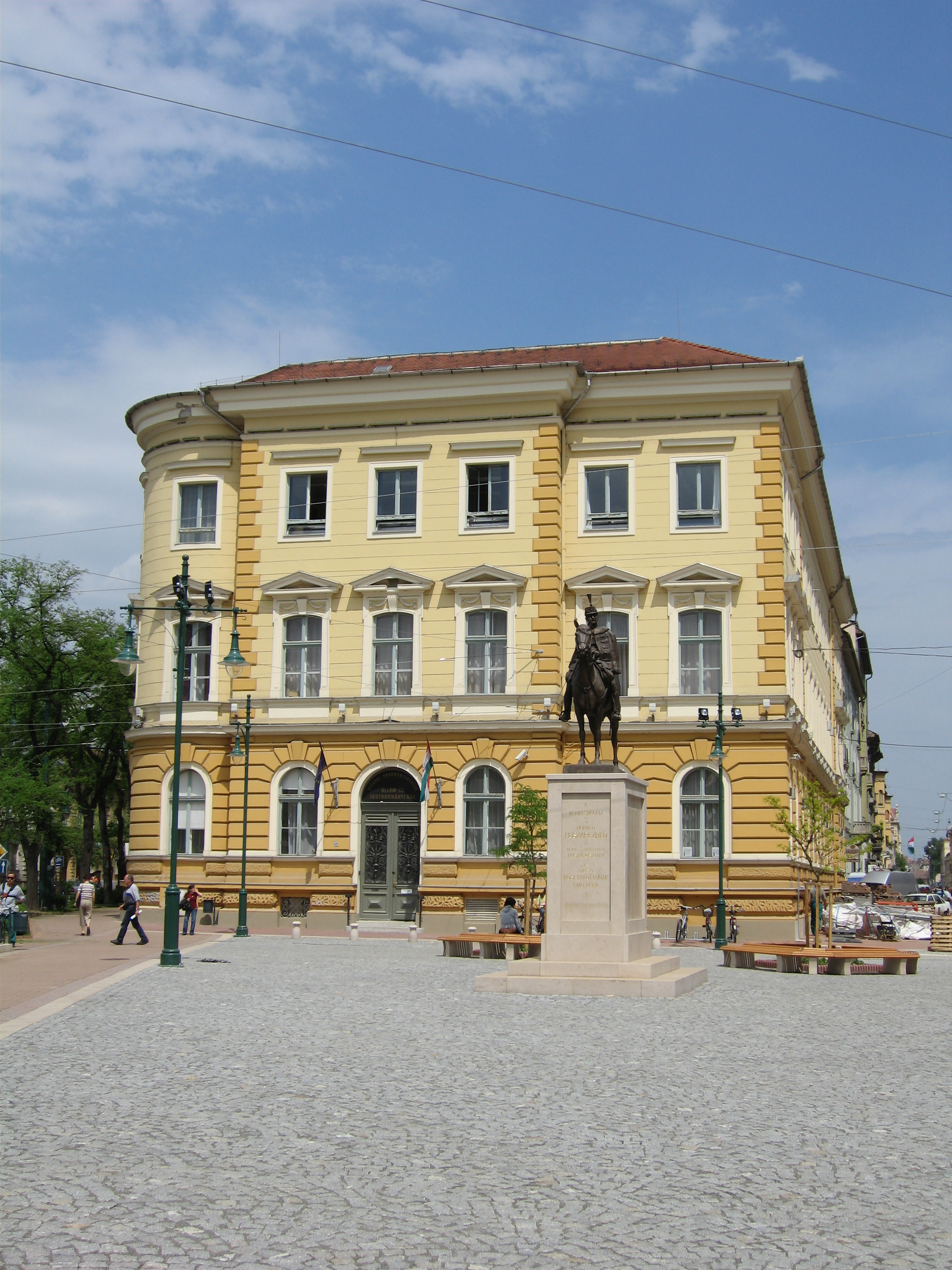
كلية الحقوق و القانون

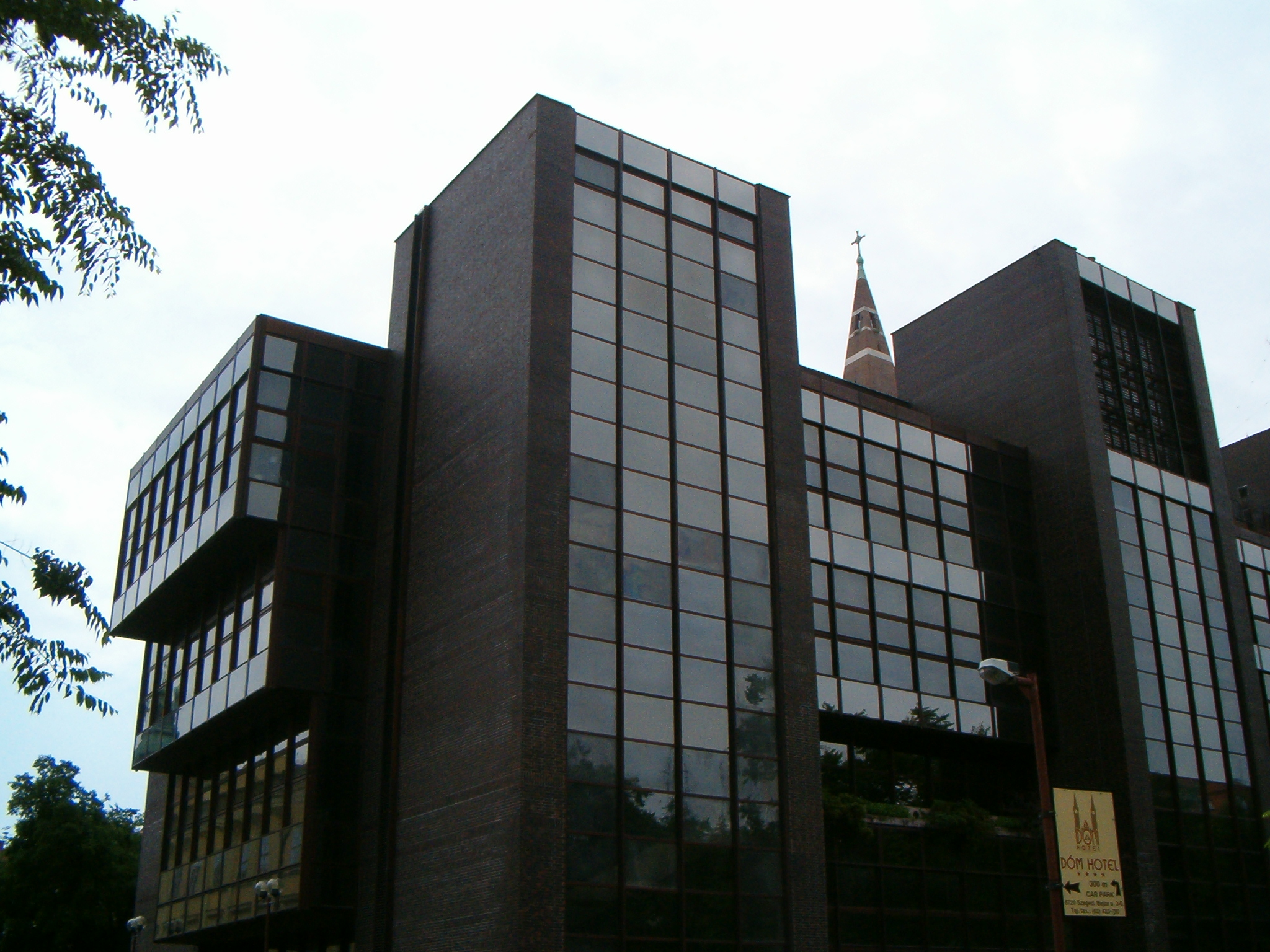
مكتبة (Somogyi) التابعة للجامعة

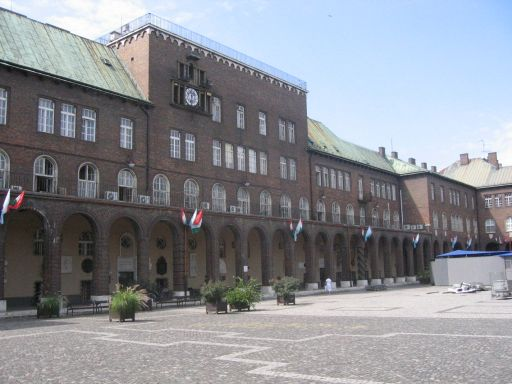
مبنى الجامعة والساعة الموسيقية في ميدان الكاتدرائية

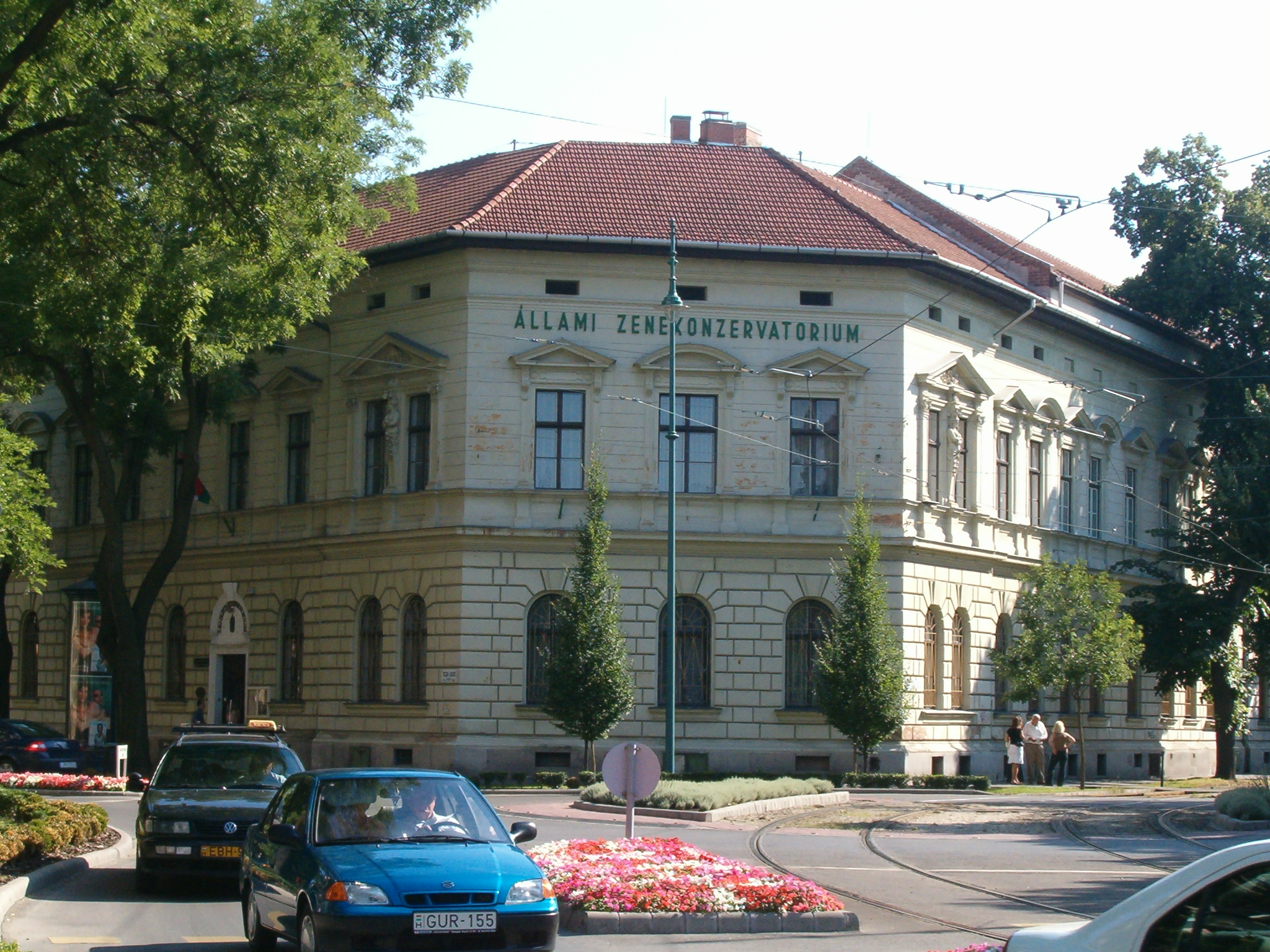
كلية الموسيقى و العلوم الموسيقية

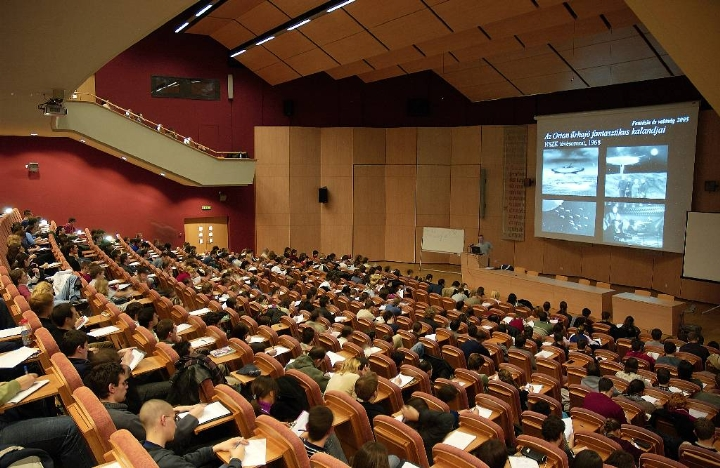
إحدى قاعات المؤتمرات الخاصة بالجامعة

- كلية العلوم الصحية والدراسات الاجتماعية
- كلية الفنون
- كلية الموسيقى
- كلية العلوم والمعلوماتية
- كلية الزراعة
- كلية التربية
- معهد البحوث: معهد János Bolyai الرياضي.

## خريجون بارزون وأساتذة

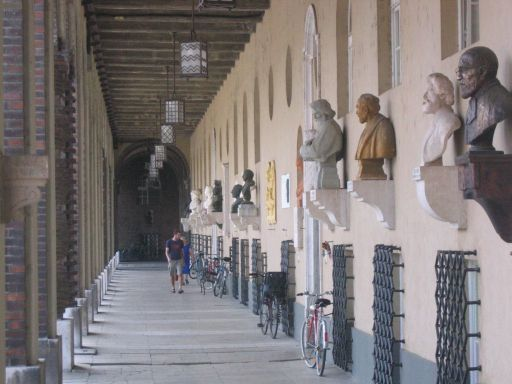
معرض صور لأشخاص مشهورين مرتبطين بالجامعة

### حائزين على جائزة نوبل
- ألبرت ناجيرابولت له الفضل في اكتشاف فيتامين سي (C) ومكونات حمض الستريك وتفاعلاته.

### خريجون بارزون من كلية الطب
- يوجيف بالو، علم التشريح.
- غابور فودور (كيميائي) ، الكيمياء.
- إندر بيرو، الصيدلة.
- بيلا إيسكوتز، صيدلة.
- لاجوس كيمني، الطب.
- داجو ميشكولتزي، علم الأعصاب.
- ايشتفان روسنياك، الطب الباطني.

### خريجون بارزون من كلية العلوم
- الفريد هار، عالم رياضيات.
- لاسلو كالمار، عالم حاسوب.
- بيلا كاراكيارتو، الهندسة.
- لازلو لوفاس، عالم رياضيات؛ جائزة وولف 1999، جائزة كنوث 1999، جائزة كيوتو لعام 2010.
- تيبور رادو، عالم رياضيات.
- لازلو ريداي، عالم رياضيات.
- فريجيس رييز، عالم رياضيات.

وغيرهم من الفيزيائيين وعلماء الاحياء والمحاميين والقضاة والسياسيين البارزين.